# Hugh Billington
Hugh John Richard Billington (* 24. Februar 1916 in Ampthill; † 16. Januar 1988 in Luton) war ein englischer Fußballspieler.

## Sportlicher Werdegang
Billington kam vom FC Waterlows, einst als Betriebsmannschaft von Waterlow and Sons entstanden, nach 80 (!) Saisontoren in der abgelaufenen Spielzeit im Sommer 1938 zu Luton Town. Beim in der Second Division der Football League antretenden Klub spielte er anfangs in der Reservemannschaft, rückte aber nach 14 Toren in 15 Spielen im Herbst in die Wettkampfmannschaft auf und erzielte bei seinem Meisterschaftsdebüt gegen Tranmere Rovers einen Doppelpack. In der Spielzeit 1938/39 krönte er sich mit 28 Saisontoren in 27 Ligaspielen zum Torschützenkönig der zweithöchsten Spielklasse. Der beginnende Zweite Weltkrieg bremste jedoch seine Karriere aus. Nach der Wiederaufnahme des Ligaspielbetriebs trat er zunächst weiters für Luton Town an, ehe der im Abstiegskampf befindliche FC Chelsea ihn im März 1948 für eine Ablösesumme in Höhe von 8000 Pfund Sterling in die First Division holte. In elf Spielen erzielte er bis zum Ende der Erstligasaison 1947/48 noch zwei Tore, der Klub schaffte den Klassenerhalt. Einzig in der Spielzeit 1949/50 war er über längere Strecken mit 35 Ligaeinsätzen, in denen ihm 17 Saisontore gelangen, Stammspieler. 1951 verließ er den Londoner Klub nach insgesamt 82 Ligaspielen, in denen er 28 Tore erzielt hatte. Bei Worcester City ließ er anschließend im Non-League football seine Karriere ausklingen und kehrte später häuslich nach Luton zurück.